# Bohumil Doubek (podnikatel)
Bohumil Doubek mladší (14. září 1986 Plzeň – 5. září 2018 Plzeň), přezdívaný Bobeš, byl český podnikatel, zakladatel, majitel a jednatel společnosti Workpress Aviation, vzděláním a původní profesí tiskař.

## Život
Jeho rodiče byli Mgr. Zdeňka Doubková a Bohumil Doubek starší, měl dvě sestry a byl otcem dvou dětí. Absolvoval Střední průmyslovou školu grafickou v Hellichově ulici v Praze.

## Podnikání
Jeho firma Workpress původně nabízela různé typy razítek, reklamní předměty, gravírování laserem, ofsetový a digitální tisk, sítotisk a potisk textilu a další služby. Celopolepy, opravy laku a colorchange vozidel nyní poskytuje v původním sídle firmy Workpress v Jesenické ulici v Plzni jeho mladší sestra Pavlína pod novým názvem Creaprint.
V roce 2012 vznikl projekt Workpress Aviation, (WPA) v němž se stal jediným vlastníkem. Spolu s Jiřím Heckelem (ředitel WPA) se ponořil do výroby komponentů z různých typů materiálů pro letecký průmysl. Úspěchem bylo získání velkých klientů. Jejich produkty využívají přední letecké společnosti Airbus, Lufthansa, Air China, Blue Wings, Boeing, Bell Helicopter, Saab, Air Castle, Zodiac Aerospace a mnohé další.
Na webu Svět tisku Ivan Doležal popsal, že Doubek je v Česku průkopníkem nové  technologie Eloxprint.
Sídlo firmy WPA ve Folmavské ulici na Borských polích získalo v roce 2016 cenu Stavba roku Plzeňského kraje v kategorii průmyslové stavby. Stavba se skládá z administrativní třípodlažní části a jednopodlažní výrobní haly.

## Záliby
Chvátalův mlýn v obci Šťáhlavy na Plzeňsku prošel za posledních deset let rozsáhlou rekonstrukcí, byly navýšeny obytné prostory a vznikl zde „Bobešland“, v něm se nacházel mimo jiné bar, jacuzzi, velký bazén s tobogánem z patra, vinný sklep, střelnice a další. Jednou z nemovitostí v jeho vlastnictví byl penthouse v Divadelní ulici v Plzni, kde žil s družkou Annou.
Ve Chvátalově mlýně měl plně vybavenou hudební zkušebnu, kde rád hrál.
V sobotu 12. prosince 2015 časně ráno projela zákazem vjezdu přes Karlův most růžová limuzína s plzeňskou registrační značkou, přičemž původní řidič, údajně majitel vozu, přešel most pěšky za autem. Posádka byla podle některých svědků zjevně opilá. 29letý muž, který most přejel jako řidič, nebyl policií přistižen za volantem a následně odmítl veškeré zkoušky na zjištění toho, zda řídil pod vlivem alkoholu či drog. Po Doubkově havárii a úmrtí se objevily informace, že šlo tehdy o Doubkův vůz, který údajně Doubek řídil.
Přikoupením okolních pozemků kolem Chvátalova mlýna vznikl prostor pro heliport. Pro létání využíval vrtulník Robinson R44. Ve vlastnictví WPA byly tyto vrtulníky dva. Jeden z nich byl v červnu 2018 poškozen vandaly.
Dne 5. září 2018 zahynul poté, co se jeho vrtulník při vyhlídkovém letu zřítil na opuštěnou tovární halu na Borských polích. Při nehodě spolu s ním zahynula delegace tří thajských investorů, které na vyhlídkový let vzal – prezident Thajské asociace subdodavatelů Chanatip Surachaisitikul a thajští manažeři Chanpim Sarutanon a Ekkarat Lekpornprasert. Podle zjištění vyšetřovatelů v době nehody krev pilota obsahovala 1,97 promile alkoholu.
Podle anonymního článku na anonymním webu krimi-plzen.cz byl Doubek „výborný a velmi zkušený pilot, který měl nalétáno stovky hodin, ale létal velmi ostře a pilotáž si dovedl pořádně užít“. Podle citované nejmenované osoby, kterou několikrát také svezl, se zřejmě při pilotování vrtulníku si užíval strachu svého pasažéra, ale bylo vidět, že stroj má pevně v ruce a létání miloval. Asi hodinu před havárií možná kroužil kolem věže katedrály na náměstí, jindy riskantně přistával u fotbalového stadionu. Toto časté přistávání a nízké průlety na Slovanech má podle webu krimi-plzen.cz „na triku“ zcela jiný pilot a ve zcela jiném vrtulníku.

## Charita
Věnoval se různým charitativním činnostem (Pomocné tlapky o.p.s – výcvik asistenčních psů) a měl zájem o zvelebování kraje (Šťáhlavský zámek ze 17. století, odkoupený Nadačním fondem přátel památek Plzeňského kraje.).